# ملعب 7 أكتوبر
ملعب 7 أكتوبر هو أقدم ملعب كرة قدم في طرابلس- ليبيا تم بناءه في عهد الاستعمار الإيطالي لليبيا سنة 1939 واجريت عليه العديد من المباريات الدولية والمحلية وكان هو الملعب الوحيد في طرابلس قبل بناء ملعب 11 يونيو
و يقع الملعب في وسط مديتة طرابلس خلف معرض طرابلس الدولي، هذا الملعب كان يحمل اسم «الملعب البلدي» قبل أن يتم تغيير اسمه إلى ملعب 7 أكتوبر وهو تاريخ ذكرى اجلاء الوجود الإيطالي في ليبيا، وفي عام 2002 قام الساعدي القذافي بإهداء هذا الملعب لنادي الاتحاد الليبي بمناسبة حصولهم الفريق علي بطولة الدوري الليبي لعشرة مرات ويستعمل هذا الملعب في يومنا هذا كملعب لاجراء التمارين الخاصة بنادي الاتحاد الليبي

## وصلات خارجية
خلفية تاريخية عن بداية كرة القدم في ليبيا - جماعة الوطنيين الديمقراطيين الليبيين 